# Miss America (sång)
Miss America är en sång skriven av Fredrik Kempe, och inspelad av Måns Zelmerlöw på albumet Stand by For... från 2007. Den placerade sig som högst på 47:e plats på den svenska singellistan.
På Trackslistan placerade den sig som högst på 16:e plats, och på Digilistan på 35:e plats.

## Listplaceringar
| Lista (2008) | Topplacering |
| ------------ | ------------ |
| Sverige      | 47           |

### Fotnoter
1. ↑  ”Stand by For”. Svensk mediedatabas. 1 mars 2007. http://smdb.kb.se/catalog/id/002122248. Läst 15 mars 2015.
2. ↑  ”Miss America”. Nostalgilistan. 1 mars 2008. http://www.nostalgilistan.se/mans-zelmerlow-873/miss-america-7308. Läst 15 mars 2015.
3. ↑  ”Miss America”. Swedishcharts. 1 mars 2007. http://swedishcharts.com/showitem.asp?interpret=M%E5ns+Zelmerl%F6w&titel=Miss+America&cat=s. Läst 15 mars 2015.